# Slaget vid Gotland
Slaget vid Gotland (tyska: Gotland-Raid, ryska: Готландский бой, Gotlandskij boj) var ett sjöslag som utkämpades den 2 juli 1915 mellan tyska och ryska flottan öster om Gotland.

## Bakgrund
År 1915 gjorde den tyska armén en markoffensiv mot Ventspils i Kurland, understödd av flottan som besköt ryska positioner längs kusten. Enligt den tyska propagandan hade flottan kontroll över Östersjön, och för att bevisa att detta var falskt och därigenom ändra tyskarnas inställning till kriget bestämde sig ryssarna för att göra en räd mot de tyska hamnarna i södra Östersjön.
Det ryska överkommandot var oense om vilket mål man skulle välja, men man bestämde sig för att beskjuta Klaipeda (dåvarande Memel), samtidigt som den tyske kejsaren Wilhelm II besökte flottan i Kiel. Ryssarna visste inte att tyskarna bestämt sig för att minera inloppet till Finska viken i närheten av Åland mot nordost och nordväst om klipporna Bogskär.

## Rysk förberedelse
Till befälhavare för operationen utsågs konteramiral Michail Bachiriev, stabschef för 1:e kryssarbrigaden. Under operationens förberedelser bestämde sig ryssarna för följande uppdelning av sina styrkor:
- Skyttegrupp, vars uppgift var att beskjuta Klaipeda: den bepansrade kryssaren Rurik, lätta kryssarna Oleg och Bogatyr från fjärde brigaden som reserv, tunga jagaren Novik och 6:e jagarskvadronen Turkmenets Stavropolskij, Kazanets, Steregusjtjij, Vojskovoj, Straschnij, Ukraina och Zabajkalets.
- Vaktstyrka bestående av två föråldrade slagskepp från 1:a brigaden: Tsesarevitj och Slava, bepansrade kryssaren Admiral Makarov och Bajan från 3:e brigaden samt 7:e antitorpeddivisionen: Bditelnij, Bojevoj, Burnij, Inzjener-mechanik Dimitriev, Inzjener-mechanik Zverev, Vnimatelnij, Vnuschitelnij och Vynoslivij;
- En avlägset belägen vaktstyrka bestående av ubåtarna Markiel, Okun och brittiska E 9;

Den ryska planen gick ut på att skyttegruppen skulle gå ut till havs på natten mellan 1 och 2 juli för att på morgonen anlända till Klaipeda och beskjuta basen. Skeppen befann sig vid den tiden i närheten av Öro nordväst om Bengtskär vid Finlands kust. Ubåtarna skulle placera sig vid Kurlands kust och Gdanskbukten för att möta de tyska fartyg som skulle kunna gå till sjöss som ett resultat av den ryska attacken. I sista minuten ändrades planerna och skyttegruppen förstärktes av kryssarna Bajan och Admiral Makarov.

## Tysk planering
Vid samma tidpunkt beslöt tyskarna att lägga ut ett minfält i Finska viken nära Åland mot nordost och nordväst om klipporna Bogskär bestående av 160 minor. Inför uppgiften skapades en stridsgrupp bestående av minläggaren SMS Albatross, den bepansrade kryssaren Roon, lätta kryssarna Augsburg och Lübeck och torpedbåtarna 135 G, 141 S, 142 S, 126 S, S 147, S 149 och S 131. Hela styrkan var under kapten von Karpfs befäl, han befann sig på kryssaren Augsburg.

## Aktiviteter före slaget
Den 30 juni hade den tyska styrkan seglat ut från Klaipeda. De första enheterna ur den ryska styrkan som anlände till sin position var ubåtarna - E 9 i Rozewie, Markiel Luzerort udden och Okun i Kap Steinort. Cirka 02:00 den 1 juli gick merparten av de ryska enheterna ut från Utö. Ca 05:00 samma morron gick kryssaren Riurik ut från Rewla. 
Eftersom det rådde dimma och sikten försämrades allt mer ville Bachiriew utföra beskjutningen av Klaipeda så fort som möjligt. Han hade rätt i att oroa sig över svårigheterna att navigera skeppen. Omkring 16:00 hade Rurik och eftersläntaren Novik förlorat visuell kontakt med resten av skvadronen på grund av dimman.

## Slaget

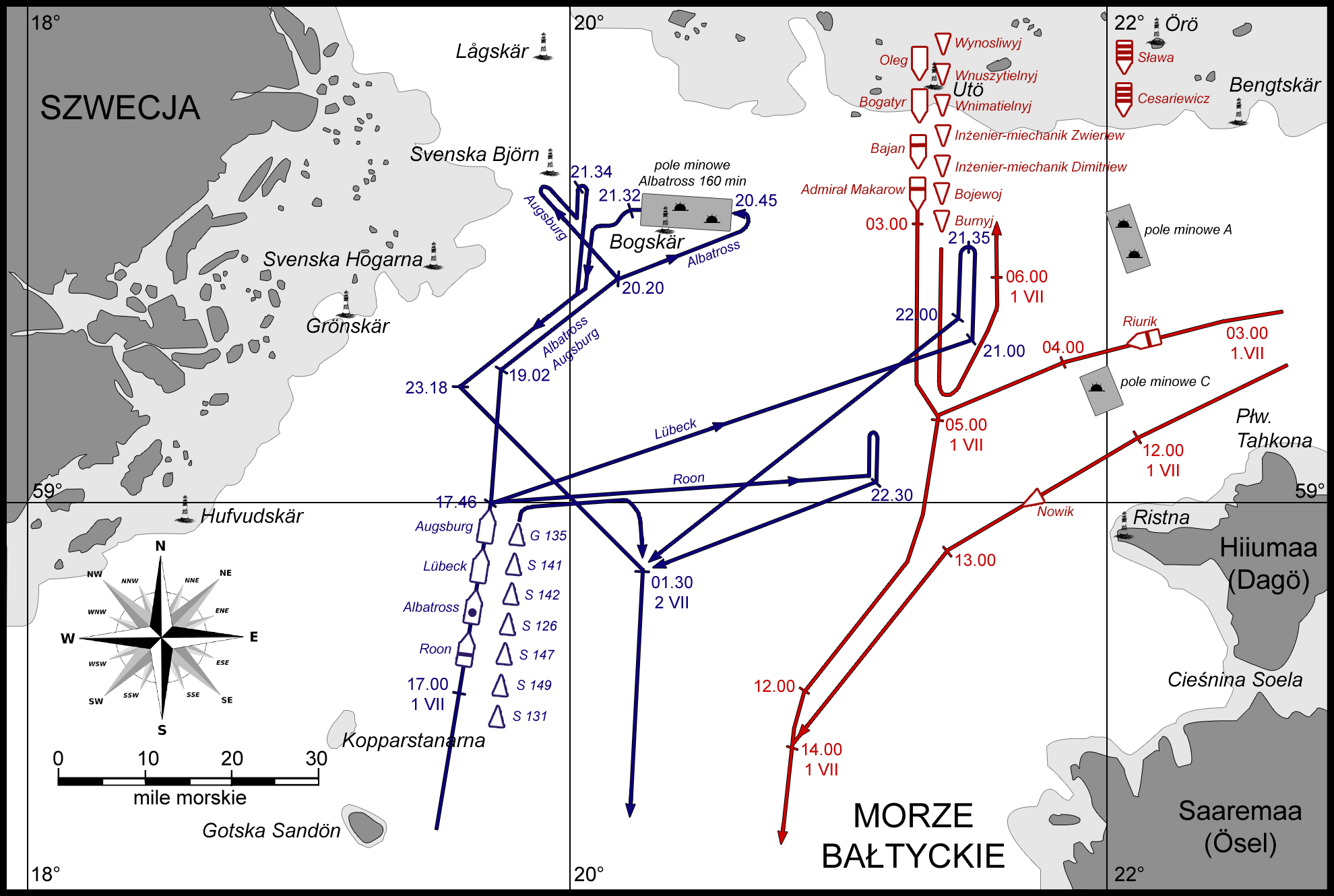
Förflyttningar 1–2 juli 1915.

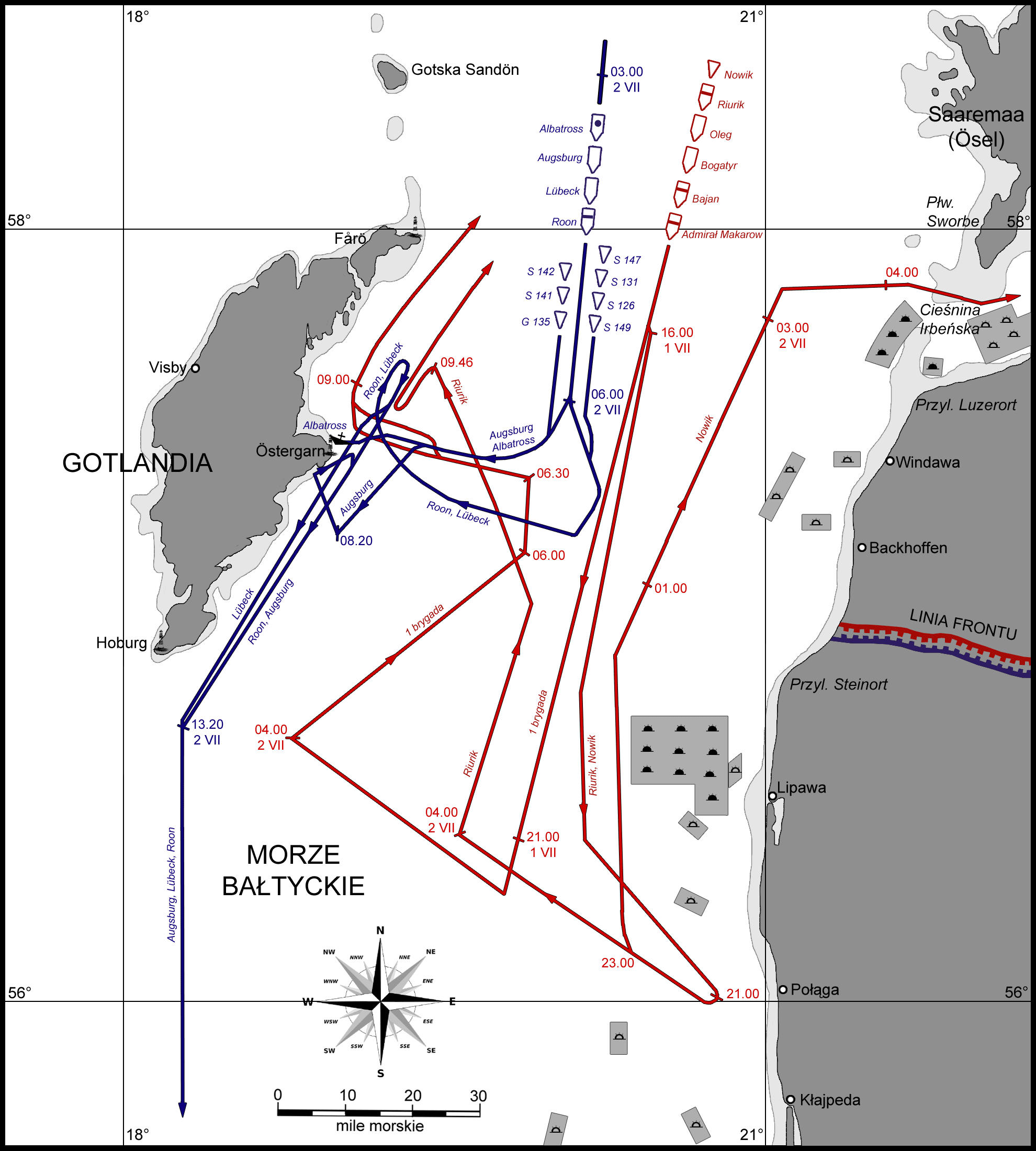
Översikt över slaget.

På morgonen den 2 juli siktade de ryska och tyska styrkorna varandra. I den efterföljande artilleriduellen blev den tyska minkryssaren Albatross så svårt skadad att den brinnande måste köra upp på den gotländska kusten vid Östergarn. Besättningen och skeppet internerades i det neutrala Sverige. Fartyget bärgades senare i juli och skrotades efter kriget. Augsburg kunde komma undan eftersom de ryska enheterna riktade in sig på Albatross. Den stora kryssaren Roon fick svåra skador.
Under tiden som slaget pågick skickade båda sidor in stora skeppsstyrkor som stöd. På den ryska sidan dök pansarkryssaren Rurik och den moderna stora jagaren Novik upp och bekämpade de tyska skeppen under deras reträtt. Från tyska Danzig löpte de båda kryssarna SMS Prinz Adalbert och SMS Prinz Heinrich ut tillsammans med två torpedbåtar. Utanför Hela blev Prinz Adalbert torpederad av den brittiska ubåten HMS E9. Trots skadorna under vattenytan kunde skeppet räddas och föras till hamn.

## Resultat
Resultatet av tyskarnas misslyckande var att de insåg att de föråldrade skeppen i Östersjön snabbt måste ersättas med moderna enheter och att framstötar måste ha understöd av tyngre enheter (t.ex. av äldre slagskepp).

## Idag

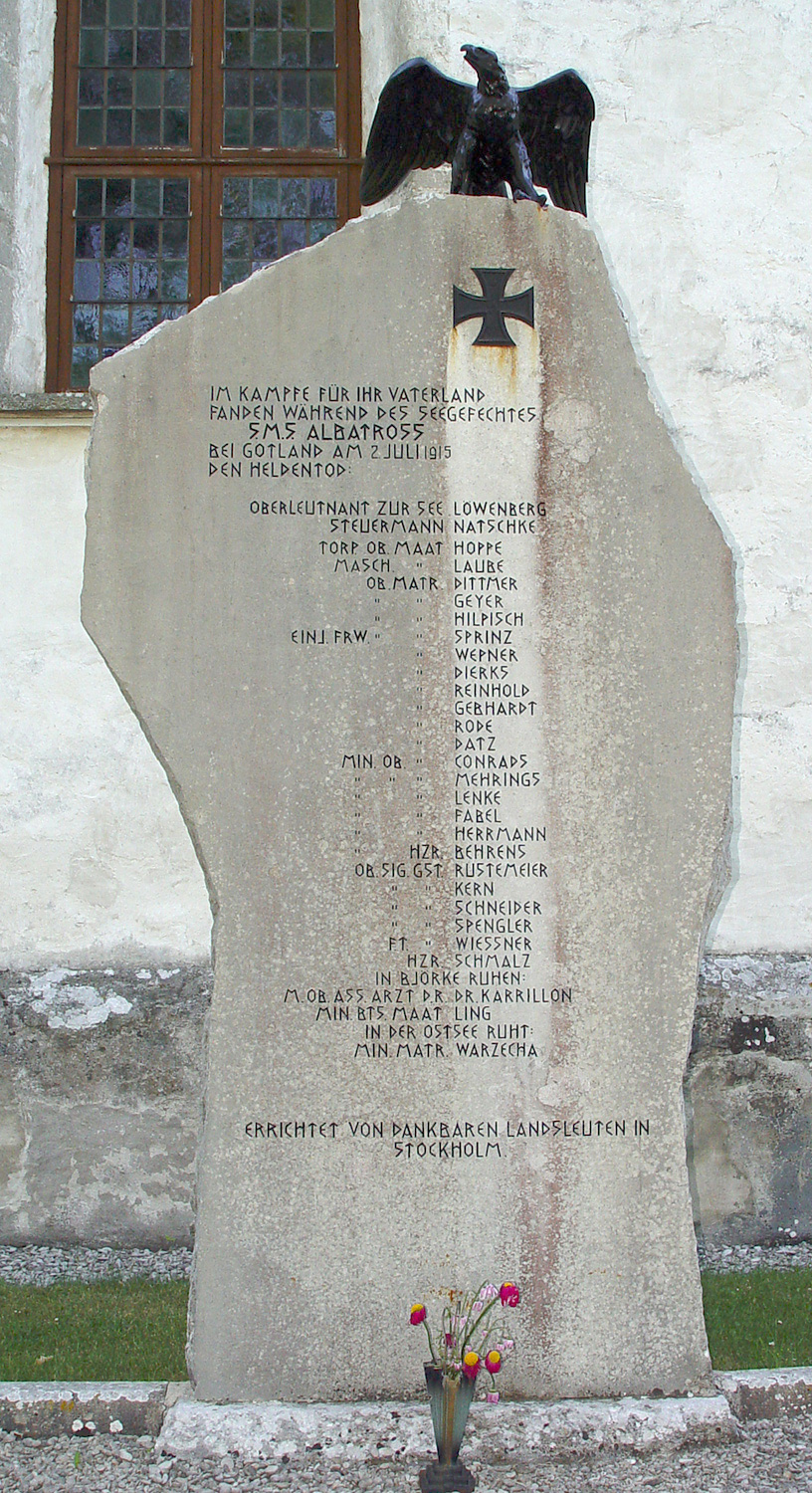
Graven vid Östergarns kyrka.

I Katthammarsvik på Östergarnslandet finns idag ett museum över Albatross och på kyrkogården vid den närbelägna Östergarns kyrka ligger de dödade tyskarna i en gemensam grav.

### Fotnoter
1. ↑  ”Arkiverade kopian”. Arkiverad från originalet den 30 augusti 2010. https://web.archive.org/web/20100830115328/http://www.pagotland.se/albatross/default.asp. Läst 8 maj 2011.